# 越過天城
《越過天城》（日语：／ amagi goe */?；又譯為《飛越天城》）是日本演歌女歌手石川小百合的第45張單曲，1986年7月21日由日本哥倫比亞發行。此曲是石川小百合的代表作之一，與《津輕海峽·冬景色》、《能登半島》等曲齊名。
樂曲推出多年以來，仍然是不少日本人在卡拉OK中最常點唱的演歌曲目，根據開發數位卡拉OK定位裝置的JOYSOUND的統計，2015年度《越過天城》是最多人點唱的演歌，更是總排行榜中唯一入榜的演歌，排名第27位。即使是單計上半年的排名，《越過天城》也位列第30位，剛好躋身入總榜的最高排名位列中。
《越過天城》亦是最先膺獲於NHK紅白歌合戰中演唱次數最多的歌曲，於2014年的第65回NHK紅白歌合戰中，石川第9次演唱此曲，打破了中村美律子的《河內男人小調》和北島三郎的《祭典》記錄（兩曲皆為8次）。事實上，NHK自2005年起為紅白引入了觀眾意向取態的投票參考以來，《越過天城》和《津輕海峽·冬景色》兩曲每年也獲得極高的意向。所以，自2007年起，石川便將兩曲隔年輪流演唱。2022年的第73回NHK紅白歌合戰中，石川第13次演唱此曲，再一次刷新了紅白歌合戰中演唱次數最多的曲目的次数。而她另一首代表作《津輕海峽·冬景色》亦於2023年達到了演唱共13次的記錄。
歌曲中所指的「越過天城」，有兩種說法，一是指連接靜岡縣伊豆市與賀茂郡河津町、通過天城山的通道，又稱為「天城峠」；也有指是純綷單指天城山本身而已。
本曲於第28回日本唱片大賞中入選為金獎，同時也為櫻庭伸幸赢得了編曲獎。

## 單曲內容

### 首次發行
- 發行日期：1986年7月21日（黑膠唱片版本，AH-755）
- 曲目：

- 1. 越過天城（天城越え）
- 2. 捉迷藏（隠れんぼ）

- 兩曲均由吉岡治作詞、弦哲也作曲、櫻庭伸幸編曲

一提的是：石川首張的單曲同樣亦稱為「捉迷藏」，但為完全不同的歌曲，寫法是以全平假名書寫，作詞、作曲及編曲也由不同人負責（山上路夫作詞；小谷充編曲）。

## 歌謠碑

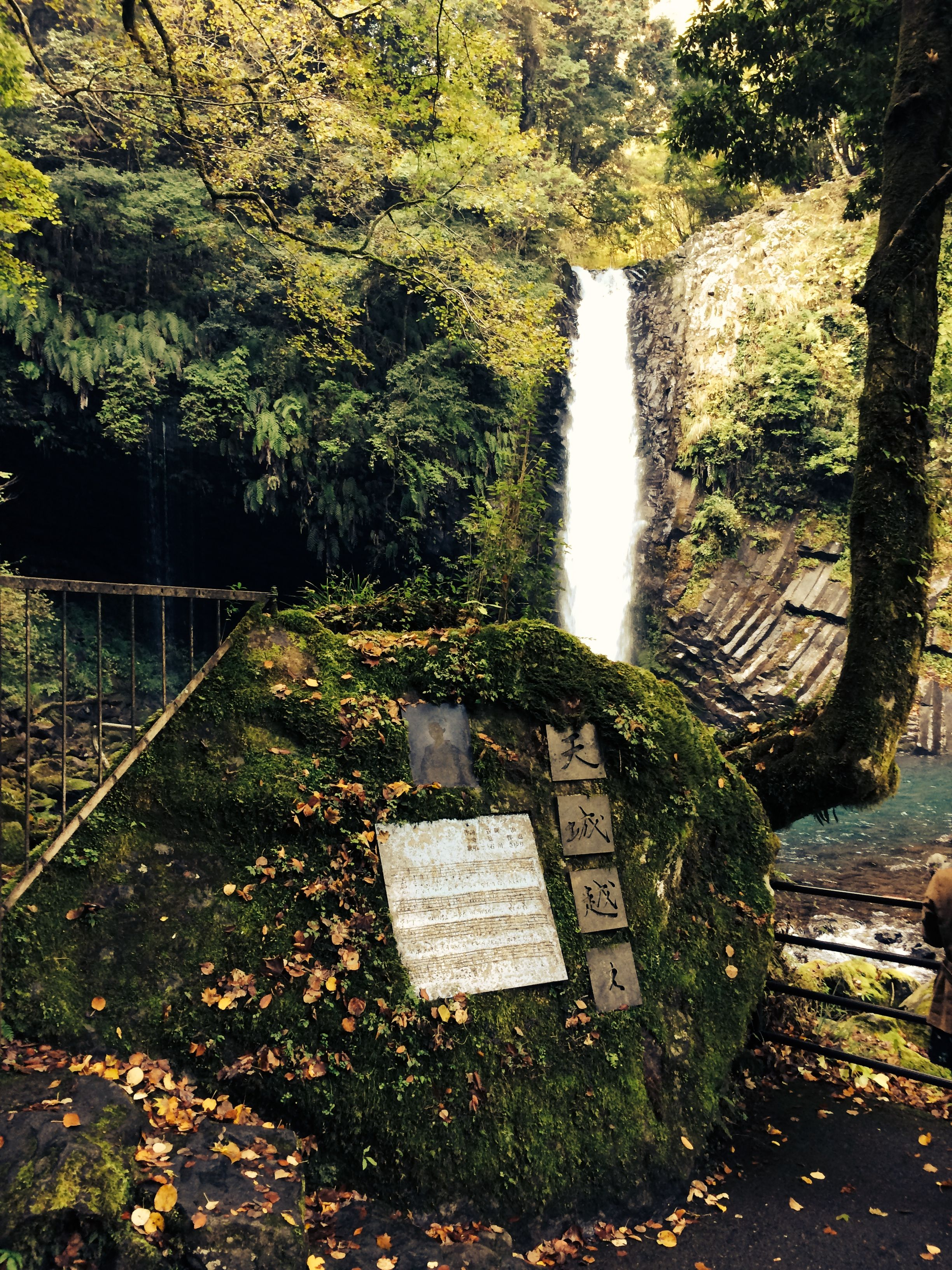
位於淨蓮瀑布前的「越過天城」歌謠碑。（2013年11月）

現時位於天城山淨蓮瀑布前，有豎立了本曲的歌謠碑，採用五線譜樂譜標示方式。淨蓮瀑布於歌詞的第1節中曾經有提及過。